# Vicia qatmensis
Vicia qatmensis är en ärtväxtart som beskrevs av René Gombault. Vicia qatmensis ingår i släktet vickrar, och familjen ärtväxter. Inga underarter finns listade i Catalogue of Life.